# Heterarmia conjunctaria
Heterarmia conjunctaria är en fjärilsart som beskrevs av John Henry Leech 1897. Heterarmia conjunctaria ingår i släktet Heterarmia och familjen mätare. Inga underarter finns listade i Catalogue of Life.